# 新富町 (台北市)
新富町（しんとみちょう）は、日本統治時代の台湾における台北市の行政区画。一丁目から五丁目までで構成された。おおよそ龍山寺の東方に位置する。台北における古い街道のひとつで、町内には万華駅がある。現在の万華区広州街、康定路、和平西路等が新富町に含まれる。

## 町内の施設
- 新富町市場（三丁目、現在の新富市場（中国語版））
- 天台宗修験道布教所（四丁目）
- 万華駅（五丁目）